# Bernardino Lipe Percca
Bernardino Lipe Percca es un político peruano. Fue alcalde y regidor del distrito de Ccatca. Actualmente ocupa el cargo de consejero regional del Cusco por la provincia de Quispicanchi.
Nació en el distrito de Ccatca, provincia de Quispicanchi, departamento del Cusco, el 26 de octubre de 1971, hijo de Juan Lipe Ayme y Valentina Percca Percca. Cursó sus estudios primarios y secundarios entre Ccatca y Urcos, capital provincial. Entre 1992 y 1996 cursó estudios superiores de educación en Challabamba, provincia de Paucartambo, obteniendo el grado de profesor de educación primaria y trabajó en su localidad natal.
Participó por primera vez en las elecciones municipales de 1998 como candidato de Somos Perú a una regiduría del distrito de Ccatca pero recién obtendría ese cargo en las elecciones del 2002. En las elecciones municipales del 2006 tentó por primera vez la alcaldía del distrito pero obtuvo la elección recién en las elecciones del 2010. En las elecciones del 2014 tentó la alcaldía provincial de Quispicanchi sin éxito y participó en las elecciones regionales del 2018 como candidato de Restauración Nacional al consejo regional por la provincia de Quispicanchi obteniendo la elección con el 26.275% de los votos.